# 札幌地方裁判所
札幌地方裁判所（日语：／ Sapporo chihō saibansho */?），略稱札幌地裁，為位於北海道札幌市的日本地方裁判所，設有岩見澤、瀧川、室蘭、苫小牧、小樽、浦河、岩内等七個支部。當中除札幌本廳與札幌高等裁判所合署設立合同廳舍外，岩見澤支部（岩見澤市）、瀧川支部（瀧川市）、室蘭支部（室蘭市）、苫小牧支部（苫小牧市）、小樽支部（小樽市）、浦河支部（浦河郡浦河町）、岩内支部（岩内郡岩内町）皆與札幌家庭裁判所所屬支部合署設立地家裁支部合同廳舍。
該地方裁判所下轄有札幌、岩見澤、瀧川、室蘭、苫小牧、浦河、小樽、岩内、夕張、伊達、靜内等11個簡易裁判所，並於札幌、岩見澤、室蘭、小樽四處設有檢察審査會

## 司法管轄區及下轄簡易裁判所
札幌地方裁判所本廳和支部司法管轄權區及其下轄簡易裁判所：
- 札幌本廳
  - 所在地：北海道札幌市中央區大通西11丁目札幌高等、地方裁判所合同廳舍
  - 司法管轄區：札幌市、江別市、千歳市、惠庭市、北廣島市、石狩市、石狩郡當別町、新篠津村
  - 下轄簡易裁判所：札幌簡易裁判所、夕張簡易裁判所、伊達簡易裁判所、靜内簡易裁判所
- 岩見澤支部
  - 所在地：北海道岩見澤市4條東4丁目
  - 司法管轄區：岩見澤市、美唄市、三笠市、夕張郡由仁町、長沼町、栗山町、空知郡南幌町、樺戶郡月形町、夕張市
  - 下轄簡易裁判所：岩見澤簡易裁判所
- 瀧川支部
  - 所在地：北海道瀧川市大町1-6-13
  - 司法管轄區：瀧川市、蘆別市、赤平市、砂川市、歌志内市、空知郡奈井江町、上砂川町、樺戶郡浦臼町、新十津川町
  - 下轄簡易裁判所：瀧川簡易裁判所
- 室蘭支部
  - 所在地：北海道室蘭市日之出町1-18-29
  - 司法管轄區：室蘭市、登別市、白老郡白老町、伊達市、有珠郡壯瞥町、虻田郡豐浦町、洞爺湖町
  - 下轄簡易裁判所：室蘭簡易裁判所
- 苫小牧支部
  - 所在地：北海道苫小牧市旭町2-7-12
  - 司法管轄權區：苫小牧市、勇拂郡厚真町、安平町、鵡川町
  - 下轄簡易裁判所：苫小牧簡易裁判所
- 小樽支部
  - 所在地：北海道小樽市花園5-1-1
  - 司法管轄區：小樽市、余市郡仁木町、余市町、赤井川村、古平郡古平町、積丹郡積丹町
  - 下轄簡易裁判所：小樽簡易裁判所
- 浦河支部
  - 所在地：北海道浦河郡浦河町常盤町19
  - 司法管轄區：浦河郡浦河町、樣似郡樣似町、幌泉郡襟裳町、日高郡新日高町、沙流郡日高町、平取町、新冠郡新冠町
  - 下轄簡易裁判所：浦河簡易裁判所
- 岩内支部
  - 所在地：北海道岩内郡岩内町字高台192-1
  - 司法管轄區：岩内郡岩内町、共和町、磯谷郡蘭越町、古宇郡泊村、神惠内村、虻田郡新雪谷町、真狩村、留寿都村、喜茂別町、京極町、俱知安町
  - 下轄簡易裁判所：岩内簡易裁判所

當中，若涉及裁判員裁判對象事件、行政事件和民事執行法所規範之執行事件（不動產競賣、債權、財産開示）皆由札幌本廳負責。同時，浦河支部管內的合議事件、少年事件分別由札幌本廳、苫小牧支部負責，苫小牧支部管內的合議事件由室蘭支部負責，瀧川支部管內的合議事件、少年事件由岩見澤支部負責，岩內支部管內的合議事件、少年事件由小樽支部負責。

## 歷任所長
| 姓名       | 就任       | 卸任       | 卸職後轉任部門                     |
| ---------- | ---------- | ---------- | ---------------------------------- |
| 小林充     | 1990年4月  | 1991年9月  |                                    |
| 稻葉威雄   | 1994年     | 1995年     | 東京高等裁判所部總括判事           |
| 吉本徹也   | 1999年2月  | 2000年4月  | 東京高等裁判所部總括判事           |
| 三上英昭   | 2000年4月  | 2003年7月  | 退官                               |
| 門野博     | 2003年7月  | 2005年     | 名古屋高等裁判所部總括判事         |
| 都築弘     | 2005年     | 2007年3月  | 東京高等裁判所部總括判事           |
| 山崎學     | 2007年3月  | 2009年1月  | 東京高等裁判所部第6刑事部總括判事  |
| 梅津和宏   | 2009年1月  | 2010年4月  | 東京高等裁判所部第12民事部總括判事 |
| 齋藤隆     | 2010年4月  | 2011年8月  | 東京高等裁判所部第21民事部總括判事 |
| 佐久間邦夫 | 2011年8月  | 2013年3月  | 東京高等裁判所部總括判事           |
| 奧田正昭   | 2013年3月  | 2014年11月 | 東京高等裁判所部總括判事           |
| 阿部潤     | 2014年11月 | 2016年4月  | 東京高等裁判所部總括判事           |
| 甲斐哲彦   | 2016年4月  | 2017年10月 | 東京高等裁判所部總括判事           |
| 定塚誠     | 2017年10月 | 2019年5月  | 東京高等裁判所部總括判事           |
| 本多知成   | 2019年5月  | 2021年6月  | 智慧財產高等裁判所部總括判事       |
| 森英明     | 2021年7月  | 2022年9月  | 東京高等裁判所部總括判事           |
| 武笠圭志   | 2022年9月  |            |                                    |

## 負面新聞
2012年1月中旬，札幌地方裁判所的一名30多歲男性書記官，在通知該地方裁判所提起的民事訴訟案將被轉送至札幌簡易裁判所時，卻遺失了作為轉送決定通知文件的「決定書」，以及作為該決定正本的「送達報告書」；此外，該地方裁判所於同年7月發生在未指定開庭日期的情況下卻進行第一次口頭辯論，事後調查發現事件起因為，該書記官偽造的呼出狀及開庭日期，又將其寄予被告方所造成。同年10月12日，該書記官被處以戒告的懲戒處分。

## 外部鏈結
- 官方网站